# Pueblonuevo del Guadiana
Pueblonuevo del Guadiana ist eine spanische Gemeinde (municipio) mit 1.953 Einwohnern (Stand: 2024) in der Provinz Badajoz in der Autonomen Gemeinschaft Extremadura. 

## Geschichte
In der Gemarkung Pesquero gibt es die archäologische Grabung einer römischen Villa.
Pueblonuevo del Guadiana wurde 1956 im Zuge der Kolonisation der Extremadura gebildet. 

## Lage
Pueblonuevo del Guadiana liegt rund 25 km ostnordöstlich der Provinzhauptstadt Badajoz und 42 km westlich von Mérida. Der Guadiana begrenzt die Gemeinde im Süden.

## Bevölkerungsentwicklung
| Jahr         | 2001 | 2011 | 2021 |
| Einwohner    | 1973 | 2058 | 1989 |
| Quellen: INE |      |      |      |

## Sehenswürdigkeiten
- Christuskirche

## Persönlichkeiten
- Casto Espinosa Barriga (* 1982), Fußballspieler

## Gemeindepartnerschaft
Mit der französischen Gemeinde Descartes im Département Indre-et-Loire (Centre-Val de Loire) besteht seit 2013 eine Partnerschaft.